# Hargarten-aux-Mines
Hargarten-aux-Mines település Franciaországban, Moselle megyében. Lakosainak száma 1083 fő (2022. január 1.). Hargarten-aux-Mines Coume, Dalem, Falck és Téterchen községekkel határos.

## Népesség
A település népességének változása:
| Lakosok száma | 1015 | 974  | 1107 | 1133 | 1099 | 1130 | 1107 | 1096 | 1095 | 1083 |
|               | 1968 | 1982 | 1990 | 2006 | 2013 | 2015 | 2017 | 2019 | 2020 | 2022 |